# Рахманов Мадраїм Рахманович
Мадраїм Рахманович Рахманов (1912, тепер Узбекистан — ?) — радянський узбецький діяч, 1-й секретар Хорезмського обкому КП Узбекистану. Депутат Верховної ради Узбецької РСР.

## Життєпис
Член ВКП(б) з 1940 року.
У 1943—1944 роках — заступник голови виконавчого комітету Хорезмської обласної ради депутатів трудящих.
У 1944—1948 роках — голова виконавчого комітету Хорезмської обласної ради депутатів трудящих.
У 1948—1950 роках — слухач Вищої партійної школи при ЦК ВКП(б).
У вересні 1950 — травні 1960 року — 1-й секретар Хорезмського обласного комітету КП Узбекистану.
Подальша доля невідома.

## Нагороди
- два ордени Трудового Червоного Прапора (25.12.1944, 11.01.1957)
- два ордени «Знак Пошани» (1945, 1946)
- медалі